# Calgary Hitmen
Die Calgary Hitmen sind ein kanadisches Eishockeyteam aus Calgary, Alberta und spielen in der Central Division der Western Hockey League, einer der drei höchsten kanadischen Juniorenligen. Die Hitmen wurden 1995 gegründet, benannt nach dem aus Calgary stammenden, ehemaligen Wrestler Bret „Hitman“ Hart. Seit 1997 befinden sie sich im Besitz der Calgary Flames. Der Austragungsort der Heimspiele ist das Scotiabank Saddledome. Sie sind nach den Calgary Centennials und Calgary Wranglers das dritte Team der Stadt in der Geschichte der Western Hockey League.
Seit ihrer Gründung beendeten die Calgary Hitmen die Regular Season viermal als punktbestes Team und schafften zwischen 1998 und 2010 in 13 Saisons in Folge den Einzug in die Play-offs. 1999 gewannen sie als erste Mannschaft aus Calgary den President’s Cup als WHL-Meister, diesen Erfolg wiederholten sie elf Jahre später und gewannen die inzwischen in Ed Chynoweth Cup umbenannte Meistertrophäe.

## Geschichte
Die Hitmen wurden 1995 von den NHL-Profis Theoren Fleury und Joe Sakic, Wrestler Bret Hart, sowie 15 weiteren Investoren, auf Initiative von Hart gegründet. Die Vereinsfarben waren anfangs Pink und Schwarz, jene Farben, die Hart während seiner Karriere im Ring trug.
In den ersten beiden Spielzeiten in der Western Hockey League (WHL) blieb der Erfolg der Hitmen aufgrund einer schlechten Defensivleistung aus und so wurden sie 1997 an die Calgary Flames verkauft und die Vereinsfarben in Gold, Silber und Kupfer geändert.

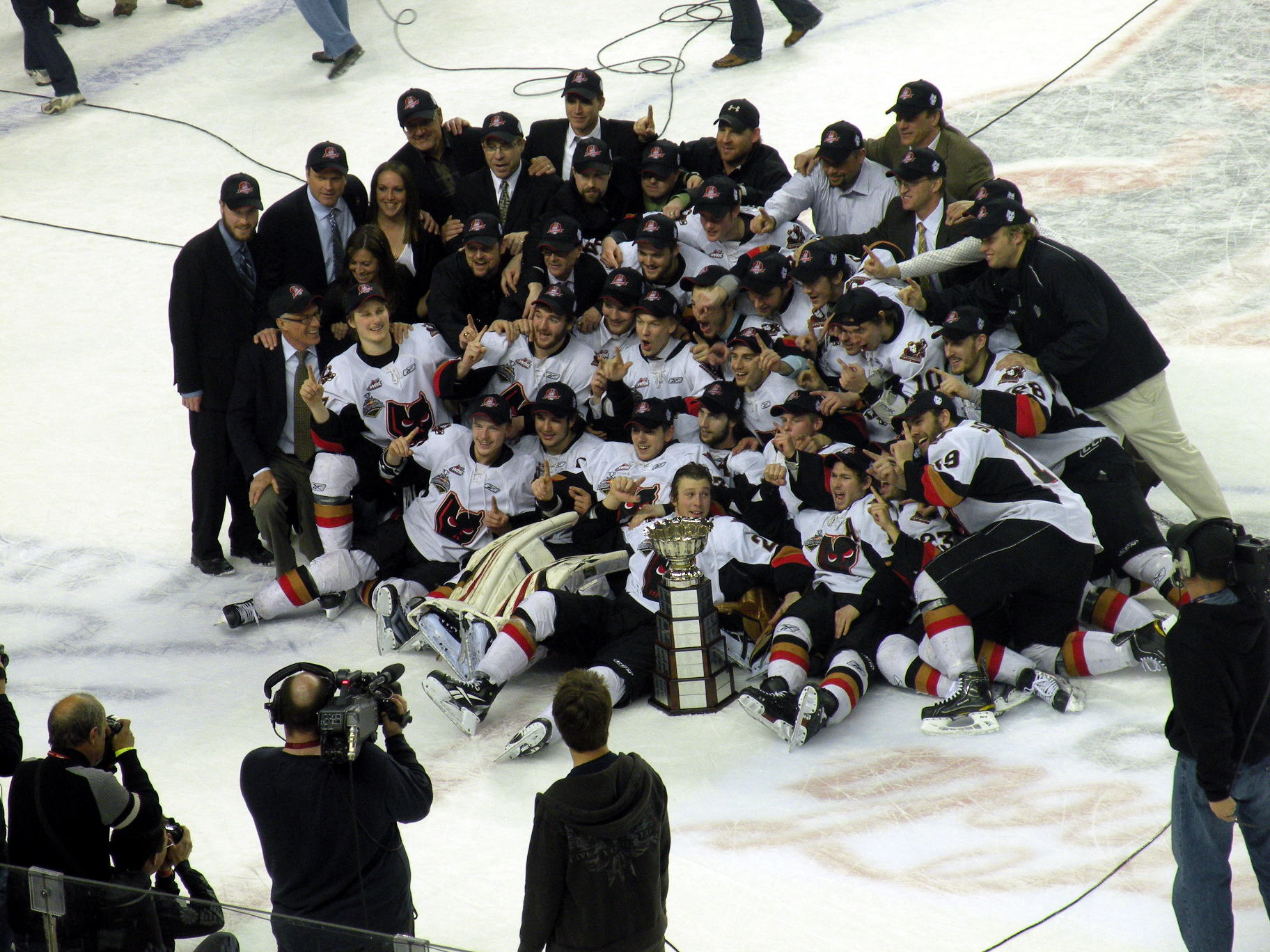
Calgary Hitmen nach dem Gewinn des Ed Chynoweth Cup 2010

In deren Besitz ergab sich dann sofort eine Punktesteigerung von mehr als 100 Prozent und die Hitmen konnten sich mit der zweiten Position in ihrer Division erstmals für die Playoffs qualifizieren. Dort erreichten sie auf Anhieb das Conference-Finale.
Bereits im vierten Jahr ihres Bestehens konnten sie 1999 die reguläre Saison in der WHL auf dem ersten Platz abschließen und gewannen anschließend auch die Playoffs. Damit qualifizierten sie sich für den Memorial Cup, in dem sie aber im Finale gegen die Ottawa 67’s nach Overtime mit 6:7 verloren.
In der darauffolgenden Saison erreichten sie 120 Punkte und damit den Höchstwert der Klubgeschichte, schieden aber in den Playoffs in der zweiten Runde aus. In der Saison 2009/10 gewann die Mannschaft als Playoff-Sieger der WHL den Ed Chynoweth Cup.
Bei der U20-Junioren-Weltmeisterschaft 2005 stellten die Hitmen zwei Spieler (Andrew Ladd und Ryan Getzlaf) für Team Canada, das Gold gewann.

## Trivia
Bei den Anhängern der Hitmen ist der Teddy Bear Toss zur guten Tradition geworden: Direkt im Anschluss an das erste Tor ihrer Mannschaft in der Vorweihnachtszeit, alternativ nach der ersten Schlusssirene, werfen die Fans Plüschteddybären auf die Eisfläche. Mit zuletzt (2015) fast 29.000 Teddys und anderen Kuscheltieren, die bedürftigen und kranken Kindern zugutekommen und oft sogar von den Spielern persönlich überreicht werden, gelten die Fans aus Calgary derzeit mit Abstand als die spendabelsten.

## Saisonstatistik
Abkürzungen: GP = Spiele, W = Siege, L = Niederlagen, T = Unentschieden, OTL = Niederlagen nach Overtime, SOL = Niederlagen nach Shootout, Pts = Punkte, GF = Erzielte Tore, GA = Gegentore
| Saison    | GP | W  | L  | T | OTL | GF  | GA  | Pts | Platz       | Play-offs                                               |
| --------- | -- | -- | -- | - | --- | --- | --- | --- | ----------- | ------------------------------------------------------- |
| 1995–96   | 72 | 18 | 51 | 3 | –   | 222 | 359 | 39  | 5., Central | nicht qualifiziert                                      |
| 1996–97   | 72 | 15 | 53 | 4 | –   | 199 | 360 | 34  | 4., Central | nicht qualifiziert                                      |
| 1997–98   | 72 | 40 | 28 | 4 | –   | 265 | 232 | 84  | 1., Central | Niederlage im Eastern Conference Finale                 |
| 1998–99   | 72 | 51 | 13 | 8 | –   | 319 | 187 | 110 | 1. Central  | President’s Cup, Niederlage im Memorial Cup Finale      |
| 1999–2000 | 72 | 58 | 10 | 2 | 2   | 313 | 182 | 120 | 1. Central  | Niederlage im Eastern Conference Finale                 |
| 2000–01   | 72 | 37 | 27 | 5 | 3   | 284 | 250 | 82  | 3., Central | Niederlage im Eastern Conference Halbfinale             |
| 2001–02   | 72 | 33 | 33 | 5 | 1   | 271 | 281 | 72  | 3., Central | Niederlage im Eastern Conference Viertelfinale          |
| 2002–03   | 72 | 27 | 36 | 7 | 2   | 240 | 260 | 63  | 4., Central | Niederlage im Eastern Conference Viertelfinale          |
| 2003–04   | 72 | 34 | 24 | 8 | 6   | 220 | 187 | 82  | 3., Central | Niederlage im Eastern Conference Viertelfinale          |
| 2004–05   | 72 | 34 | 23 | 9 | 6   | 200 | 183 | 83  | 3., Central | Niederlage im Eastern Conference Halbfinale             |
| 2005–06   | 72 | 47 | 18 | 3 | 4   | 195 | 155 | 101 | 2., Central | Niederlage im Eastern Conference Halbfinale             |
| 2006–07   | 72 | 39 | 26 | 3 | 4   | 251 | 205 | 85  | 3., Central | Niederlage im Eastern Conference Finale                 |
| 2007–08   | 72 | 47 | 20 | 1 | 4   | 259 | 166 | 99  | 1., Central | Niederlage im Eastern Conference Finale                 |
| 2008–09   | 72 | 59 | 9  | 3 | 1   | 330 | 159 | 122 | 1., Central | Niederlage im Finale                                    |
| 2009–10   | 72 | 52 | 17 | 1 | 2   | 269 | 177 | 107 | 1., Central | Ed Chynoweth Cup, Niederlage im Memorial Cup Halbfinale |
| 2010–11   | 72 | 20 | 47 | 3 | 2   | 171 | 271 | 45  | 6., Central | nicht qualifiziert                                      |
| 2011–12   | 72 | 44 | 25 | 2 | 1   | 273 | 221 | 91  | 2., Central | Niederlage im Eastern Conference Viertelfinale          |
| 2012–13   | 72 | 46 | 21 | 1 | 4   | 266 | 204 | 97  | 2., Central | Niederlage im Eastern Conference Finale                 |
| 2013–14   | 72 | 48 | 17 | 3 | 4   | 287 | 207 | 103 | 2., Central | Niederlage im Eastern Conference Viertelfinale          |

## Teaminterne Rekorde

### Regular Season
(Stand: Ende Saison 2011/12)
| Rekordspieler |                 |        |
| Platz         | Spieler         | Spiele |
| 1.            | Brad Moran      | 357    |
| 2.            | Kenton Smith    | 334    |
| 3.            | Steve Covington | 327    |
| 4.            | Matt Kinch      | 320    |
| 5.            | Jerred Smithson | 319    |
| 6.            | Michael Bubnick | 294    |
| 7.            | Sean McAslan    | 289    |
| 8.            | Brandon Segal   | 286    |
| 9.            | Rod Sarich      | 281    |
| 10.           | Wade Davis      | 277    |

| Top-Scorer |                |               |
| Platz      | Spieler        | Punkte (T/A)  |
| 1.         | Brad Moran     | 450 (204/246) |
| 2.         | Pavel Brendl   | 320 (172/148) |
| 3.         | Matt Kinch     | 306 (63/243)  |
| 4.         | Brandon Kozun  | 270 (92/178)  |
| 5.         | Kris Beech     | 256 (91/165)  |
| 6.         | Ryan White     | 237 (91/146)  |
| 7.         | Borys Prozenko | 229 (121/108) |
| 8.         | Ryan Getzlaf   | 215 (95/120)  |
| 9.         | Brandon Segal  | 206 (110/96)  |
| 10.        | Chris Nielsen  | 196 (93/103)  |

| Top-Torschützen |                |      |
| Platz           | Spieler        | Tore |
| 1.              | Brad Moran     | 204  |
| 2.              | Pavel Brendl   | 172  |
| 3.              | Borys Prozenko | 121  |
| 4.              | Brandon Segal  | 110  |
| 5.              | Ryan Getzlaf   | 95   |
| 6.              | Chris Nielsen  | 93   |
| 7.              | Brandon Kozun  | 92   |
| 8.              | Ryan White     | 91   |
| 8.              | Kris Beech     | 91   |
| 10.             | Brett Sonne    | 89   |

| Top-Vorlagengeber |                |          |
| Platz             | Spieler        | Vorlagen |
| 1.                | Brad Moran     | 246      |
| 2.                | Matt Kinch     | 243      |
| 3.                | Brandon Kozun  | 178      |
| 4.                | Kris Beech     | 165      |
| 5.                | Kenton Smith   | 150      |
| 6.                | Pavel Brendl   | 148      |
| 7.                | Ryan White     | 146      |
| 8.                | Michael Stone  | 129      |
| 9.                | Ryan Getzlaf   | 120      |
| 10.               | Borys Prozenko | 108      |

| Strafminuten |               |         |
| Platz        | Spieler       | Minuten |
| 1.           | Mike Egener   | 704     |
| 2.           | Ryan Shannon  | 650     |
| 3.           | Ryan Andres   | 583     |
| 4.           | Curtis Rich   | 529     |
| 5.           | Sean McAslan  | 469     |
| 6.           | Kenton Smith  | 442     |
| 7.           | Robin Gomez   | 434     |
| 7.           | Brandon Segal | 434     |
| 9.           | Ray Schultz   | 423     |
| 10.          | Ryan White    | 411     |

| Shut-outs |                      |    |
| Platz     | Spieler              | SO |
| 1.        | Martin Jones         | 16 |
| 2.        | Justin Pogge         | 13 |
| 3.        | Daniel Spence        | 12 |
| 4.        | Brent Krahn          | 7  |
| 5.        | Scott Bowles         | 5  |
| 5.        | Alexander Fomitschow | 5  |
| 7.        | Chris Driedger       | 3  |
| 7.        | Gerry Festa          | 3  |
| 7.        | Michael Snider       | 3  |

## NHL-Alumni
40 Spieler aus dem Kader der Calgary Hitmen wurden beim jährlichen NHL Entry Draft von den Teams ausgewählt. Der erste war Borys Prozenko beim Draft 1996 in der dritten Runde an insgesamt 77. Position. Ihn holten die Pittsburgh Penguins in ihre Organisation. Die frühesten Picks in der Historie sind Pavel Brendl, 1999 New York Rangers, und Andrew Ladd, 2004 Carolina Hurricanes, die beide als Gesamtvierte ausgewählt wurden. Neun Spieler der Hitmen wurden in der ersten Runde gedraftet.
35 Spieler haben in der NHL gespielt. Der erste war Ryan Bast in der Saison 1998/99 mit zwei Spielen für die Philadelphia Flyers. Andrew Ladd gewann zwei Mal den Stanley Cup, 2006 mit den Carolina Hurricanes und 2010 mit den Chicago Blackhawks. Ryan Getzlaf gewann die berühmte Trophäe 2007 mit den Anaheim Ducks und Johnny Boychuk gelang dies 2011 mit den Boston Bruins.
- Karl Alzner
- Ryan Bast
- Kris Beech
- Johnny Boychuk
- Pavel Brendl
- Barry Brust
- Brett Carson
- Brodie Dupont
- Justin Falk
- Owen Fussey
- T. J. Galiardi
- Ryan Getzlaf
- Darcy Hordichuk
- Martin Jones
- Dustin Kohn
- Brent Krahn
- Jordan Krestanovich
- Andrew Ladd
- Carson McMillan
- Brad Moran
- Chris Nielsen
- Stephen Peat
- Matt Pettinger
- Alex Plante
- Justin Pogge
- Paul Postma
- Konstantin Puschkarjow
- Victor Rask
- Travis Sanheim
- Jeff Schultz
- Ray Schultz
- Brandon Segal
- Fredrik Sjöström
- Jerred Smithson
- Rastislav Staňa
- Michael Stone
- Brad Stuart
- Ryan Tobler
- Jake Virtanen
- Ryan White